# Eriador
Jako Eriador je ve fiktivním světě J. R. R. Tolkiena známa rozlehlá oblast na severozápadě Středozemě, která je autorem nejvíce popsána v trilogii Pán prstenů. Na velké části Eriadoru se rozkládalo slavné království Dúnadanů Arnor.

## Geografie

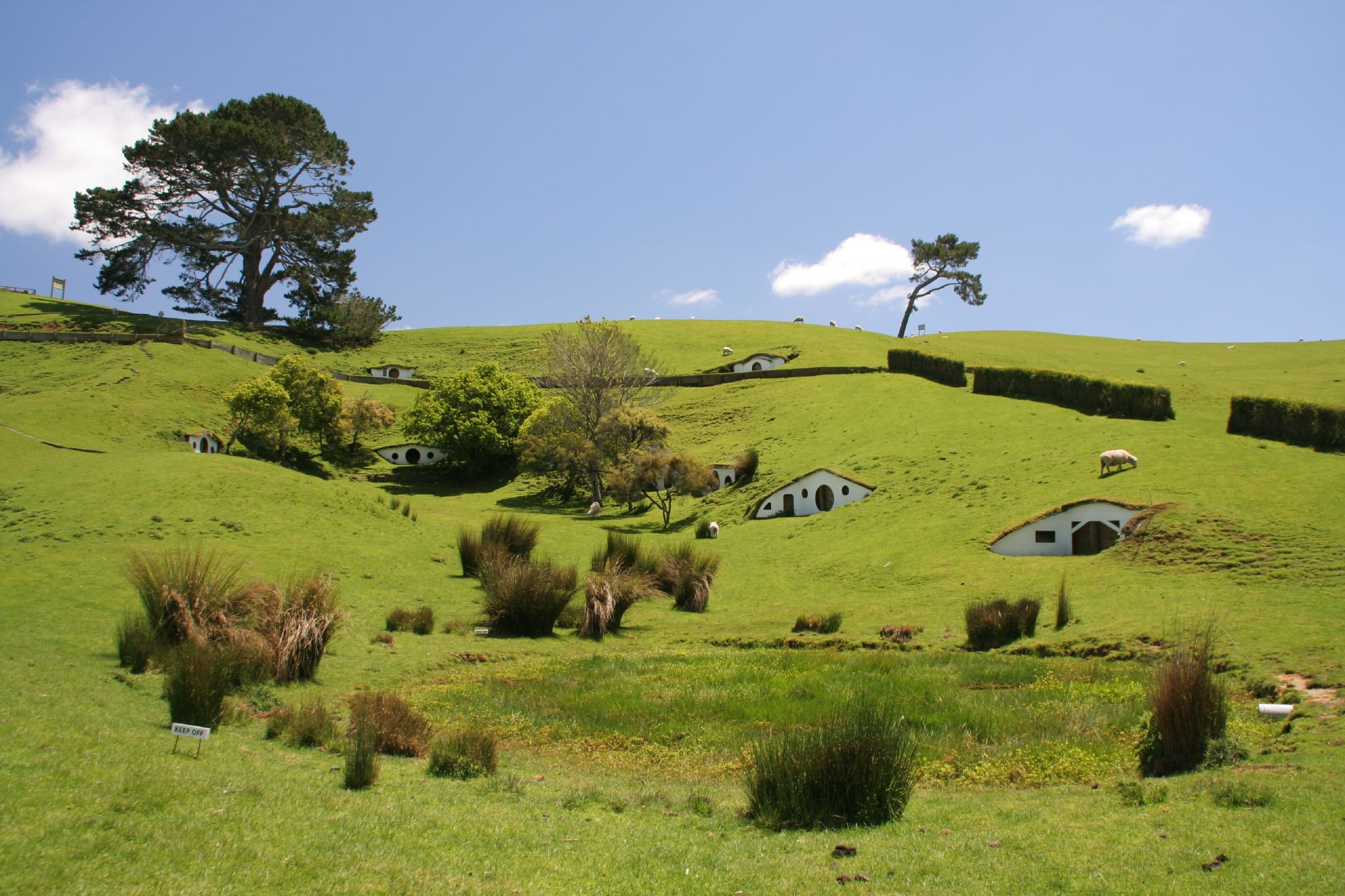
Krajina na Novém Zélandu představující Kraj

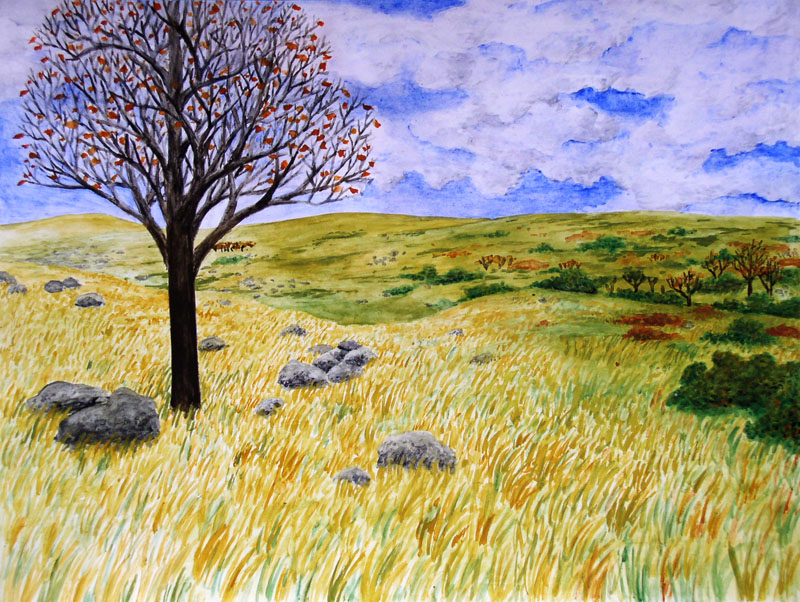
Minhiriath - ilustrace Matěje Čadila

Eriador zahrnuje obrovské území na západ od Mlžných hor, které je z východu omýváno oceánem Belegaer. Pobřeží je značně členité, kromě Ledové zátoky a Lhûnského zálivu se zde nachází také mnoho dalších menších zálivů. Na sever od Eriadoru leží ledem pokrytá pustina Forodwaith. Na západě tvoří hranici mezi zeměmi Eriadoru a Lindonem pohoří Ered Luin. Od Rhovanionu na východě oddělují Eriador vysoké štíty Mlžných hor. Povrch Eriadoru je převážně rovinatý. Kromě Ered Luin a Mlžných hor, které tvoří jeho hranice, se na jeho území nacházejí pouze nepříliš vysoké Soumračné, Větrovské a Mohylové vrchy. Hlavními řekami Eriadoru jsou Brandyvína, Gwathló a Lhûn. Největším jezerem je Soumračné jezero, na jehož břehu stávalo starobylé arnorské hlavní město Annúminas. Severní Eriador je znám drsným počasím a krajinou připomínající tundru nebo tajgu. Centrální Eriador, v němž se nachází i oblast zvaná Kraj, je úrodný a vládne zde mírné klima. Směrem na jih v oblastech Minhiriathu a Enedwaithu přechází krajina pozvolna do stepí. Do konce Třetího věku se na území Eriadoru neuchovalo mnoho lesů, což bylo způsobeno mimo jiné bezohlednou těžbou dřeva Dúnadany, kteří toto dřevo využívali na stavbu svých lodí. Největšími zalesněnými plochami tak byly lesy na svazích Ered Luin a Starý hvozd nedaleko Rádovska.

## Historie

### Osídlení
Při své cestě na západ musely Eriador překonat putující zástupy elfů. V Eriadoru se však tenkrát téměř žádní neusadili, protože spěchali dál do zemí Beleriandu. Po svém procitnutí v Hildórienu na počátku Prvního věku dorazili do zemí Eriadoru první lidé Edain. Většina pokračovala dál na západ, někteří však v Eriadoru zůstali a usadili se v oblasti Soumračných vrchů a u Soumračného jezera. Kontakt mezi Beleriandem a Eriadorem byl v Prvním věku udržován především díky trpaslíkům, kteří čile obchodovali a cestovali mezi svými městy v Mlžných a Modrých horách.

### Druhý věk
Ve Druhém věku udržovali lidé žijící v Eriadoru přátelské vztahy s elfy z Lindonu, kde vládl poslední velekrál Noldor Gil-galad. Nějaký čas žili spolu s lidmi u Soumračného jezera také elfové vedení paní Galadriel a jejím manželem Celebornem. Někdy po roce 700 pokračují Noldor v čele s Galadriel dál na východ a nedaleko západní brány Khazad-dûm zakládají říši Eregion s hlavním městem Ost-in-Edhil. V roce 1200 přichází do Eregionu zamaskovaný Sauron, který postupně přesvědčí Celebrimbora k násilnému převzetí vlády. Za Sauronovy pomoci ukují eregionští kováři tři elfské, sedm trpasličích a devět lidských prstenů moci. Poté, co elfové prokouknou Sauronovu lest, je rozpoutána o prsteny osmiletá válka. Sauronova vojska v ní zcela zpustoší a rozvrátí říši Eregion a ovládnou prakticky celý Eriador. Přeživší eregionští elfové se pod vedením Elronda ukrývají v Imladris. Vyhnat vojska Temného pána z obsazeného Eriadoru se spojencům podaří až s přispěním posil z Númenoru. Sauron se stáhnul zpět na východ a Eriador měl na čas klid. V roce 3319 dochází k Pádu Númenoru. Ze zkázy se díky milosti Valar podaří uniknout pouze Elendilovi a jeho synům Isildurovi s Anárionem, kteří jsou spolu se svým lidem zahnáni bouří na pobřeží Středozemě. Elendil zakládá v roce 3320 v Eriadoru Severní království Arnor, zatímco jeho synové budují na jihu říši Gondor. Hlavním městem Arnoru se stává Annúminas. V roce 3430 je vytvořeno Poslední spojenectví elfů a lidí. Armády elfů z Lindonu vedené Gil-galadem a Círdanem a lidí z Arnoru a Gondoru spolu s dalšími spojenci pochodují až k Sauronově zemi Mordor. Dojde k bitvě na Dagorladu a následnému obléhání Sauronovy pevnosti Barad-dûr. V krvavých bitvách a následném souboji se samotným Temným pánem padnou mimo jiné Anárion, Gil-galad i velekrál Arnoru Elendil. Sauron je nakonec zabit Elendilovým synem Isildurem. Ten se stává dědicem trůnu po svém mrtvém otci.

### Třetí věk

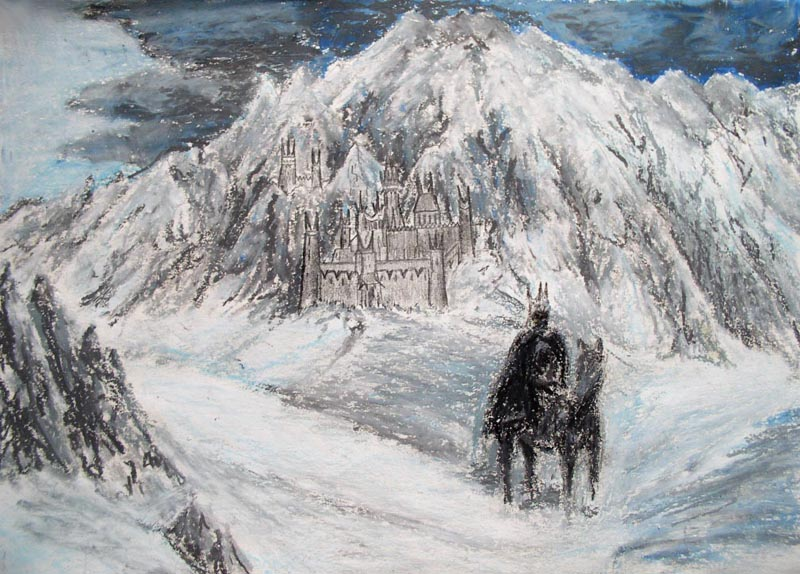
Sídlo Pána nazgûlů Carn Dûm

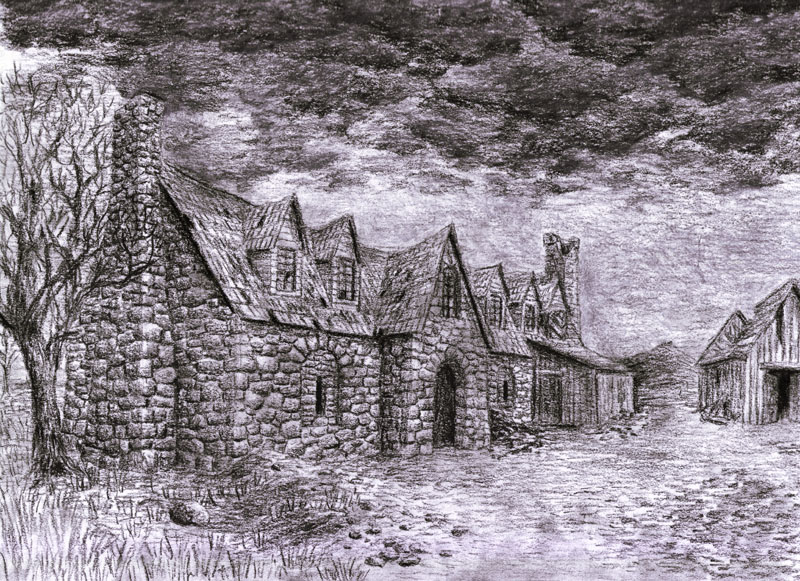
Opuštěný hostinec nedaleko Hůrky – ilustrace Matěje Čadila

Při cestě na sever podél Anduiny je však Isildur spolu se svým lidem přepaden ze zálohy skřety z Mlžných hor a většina jeho lidu včetně něj samotného je v bitvě pobita. Králem se proto stal jeho nejmladší syn Valandil, avšak království je kvůli ohromným ztrátám při katastrofě na Kosatcových polích značně oslabeno a z této rány se již nikdy zcela nevzpamatovalo. Po smrti krále Eärendura je říše rozdělena mezi jeho tři syny na samostatná království Arthedain, Cardolan a Rhudaur. Zhruba kolem roku 1050 přicházejí do Eriadoru z Divočiny hobiti, kteří se postupně usazují v oblasti zvané Kraj. Kolem roku 1300 je Sauronem vyslán na sever Pán nazgûlů, který má za cíl podrobení si oslabených dúnadanských království. Nazgûl zakládá na severu čarodějnickou říši Angmar a se svými vojsky napadne rozdělené Dúnadany. Rhudaur, ve kterém se k moci dostávají temní Horalé, se přidává na nazgûlovu stranu. V roce 1409 je pak vypleněn Cardolan. V roce 1636 přichází do Eriadoru strašná morová rána, která zahubí obrovský počet obyvatel a celé oblasti Eriadoru po jejím řádění zcela zpustnou. Osamělé království Arthedain je Angmarem znovu napadeno v roce 1974, načež je dobyto hlavní město Fornost a říše je tak zcela zničena. Posily z Lindonu a Gondoru, které dorazí později však angmarská vojska rozdrtí a čarodějná říše na severu Eriadoru je zničena. Po válkách však země Eriadoru velice zpustly a Dúnadané se změnili na lid skrývající se v divočině. Jedny z posledních míst, které zůstaly relativně bezpečné byly vesnice Hůrka a oblast Kraje. V roce 2931 se v Eriadoru narodil syn náčelníka Dúnadanů Arathorna II. Aragorn, který se v roce 3019 stal králem Obnoveného království. Z Eriadoru, konkrétně Kraje, pocházel také hrdina a nositel Prstenu Frodo Pytlík.